# Angolski građanski rat
Angolski građanski rat je razdoblje suvremene povijesti ove zemlje od priznanja nezavisnosti 1975. godine do konačnog sklapanja mira 2002. godine. Nakon završetka portugalske kolonijalne vladavine u travnju 1974., sada neovisna Angola je zapala u razarajući građanski rat, koji je postao najduži sukob u Africi. Procjenjuje se da je u ovom građanskom ratu, koji trajao 27 godina, poginulo preko 500.000 ljudi.

## Sukobljene strane
Tri glavne zaraćene frakcije koje su sudjelovale u sukobu bile su:
- Narodni pokret za oslobođenje Angole (MPLA), koji je imao bazu među govornicima kimbundua i etnički mješovitom inteligencijom Luande. MPLA je imao veze s komunističkim partijama u Portugalu i Istočnom bloku.
- Narodni oslobodilački front Angole (FNLA), s etničkom bazom u regiji Bakongo na sjeveru, i vezama sa Sjedinjenim Državama i Mobutuovim režimom u Zairu
- Narodna unija za potpunu neovisnost Angole (UNITA), koju je predvodio Jonas Savimbi s etničkom i regionalnom bazom u Ovimbunduu u središtu zemlje. Podržavao ju je apartheid u Južnoj Africi i Sjedinjene Države.

## Sukob

### Uvertira u građanski rat - Rat za neovisnost
Od ranih 1960-ih, dijelovi ovih pokreta su se borili protiv portugalske kolonijalne vladavine. Narod Angole je bio podijeljen u svom ratu za neovisnost koji je počeo 1961. Plemenski zasnovan FNLA, maoistička UNITA i marksističko-lenjinistički MPLA su bile snažne grupacije koje su se borile protiv Portugalaca.

### Početak građanskog rata
Nakon puča 1974. u Portugalu je uspostavljena vojna vlada, koja je odmah zaustavila rat i pristala predati vlast koaliciji ova tri pokreta. Koalicija se ubrzo raspala, i počeo je građanski rat. Sjedinjene Države, Zair i Južna Afrika su vojno intervenirali na strani FNLA-e i UNITA-e. Na suprotnoj strani, Kuba, uz podršku Sovjetskog Saveza, intervenirala je u korist MPLA-e. U studenom 1975., MPLA je gotovo slomila UNITA-u i južnoafričke snage su se povukle. Kongres SAD-a je zabranio dalje vojno miješanje SAD-a u Angoli.
Kako je kontrolirala Luandu i obalni pojas (sa sve unosnijim naftnim poljima), MPLA je proglasila neovisnost Angole 11. studenog 1975. godine, na dan kada su Portugalci napustili prijestolnicu. Portugal je odmah priznao proglašenje neovisnosti. Agostinho Neto je postao prvi predsjednik, a poslije njega je 1979. došao José Eduardo dos Santos. Opozicijski pokreti, FNLA i UNITA, napravili su zajedničku vladu u zonama pod svojom kontrolom. Samoproklamirana "Demokratska Republika Angola" je osnovana 24. studenog 1975., s Holdenom Robertom i Jonasom Savimbijem na čelu. Ova vlada se raspala poslije 30. siječnja 1976.

### Jačanje UNITA-e, prvi izbori i nastavak sukoba
Građanski rat između UNITA-e i MPLA-e se nastavio do 10. siječnja 1989., kada je Kuba počela povlačiti svoje snage. Tijekom najvećeg dijela ovog perioda, UNITA je kontrolirala velike žitnice u unutrašnjosti i primala je podršku u vidu američkih sredstava i južnoafričkih trupa. Slično, desetine tisuća Kubanaca je ostalo pružati podršku MPLA-i, često se boreći protiv Južnoafrikanaca na frontama. Godine 1988., Južna Afrika i Kuba su se suglasile oko povlačenja svih stranih trupa iz Angole. Naredne godine, dogovoru o prekidu vatre je posredovalo osamnaest afričkih država. Ovo je dovelo do sporazuma 1991., koji je predviđao izborni proces za demokratsku Angolu, pod supervizijom Ujedinjenih naroda. Jonas Savimbi iz UNITA-e nije uspio pobijediti u prvoj rundi predsjedničkih izbora 1992. -- osvojio je 40% glasova, dok dos Santos osvojio 49%, tako da se trebao održati drugi krug. Savimbi je okarakterizirao izbore kao nepoštene i obnovio rat. Novi mirovni sporazum, Protokol iz Lusake, je dogovoren u Lusaki u Zambiji i potpisan je 20. studenog 1994.

### Kraj rata
No, rat je službeno završio tek 2002. godine kada je vođa UNITA-e, Jonas Savimbi ubijen tijekom borbe. Tada je UNITA ostala bez svog vođe i završio je jedan od najdužih ratova u povijesti.

## Vanjske poveznice
- Armed Conflict Events Data: Angolan Civil War 1975–1991
- Excerpts from In Search of Enemies: A CIA Story by John Stockwell (the CIA officer who headed up the CIA's Angola Task Force)
- "Savimbi's Elusive Victory in Angola"  Arhivirana inačica izvorne stranice od 27. srpnja 2013. (Wayback Machine), by Michael Johns, U.S. Congressional Record, October 26, 1989.
- Arte TV: Fidel, der Che und die afrikanische Odyssee
- Departement Sozialwissenschaften der Universität Hamburg über den Krieg in Angola (Hamburg University)
- Afrika-Bulletin Nr. 123, August/September 2006 mit Schwerpunktthema Angola
- Deutsches Auswärtiges Amt zur Geschichte Angolas  Arhivirana inačica izvorne stranice od 22. veljače 2017. (Wayback Machine) (German foreign ministry)
- Welt Online: Wie Castro die Revolution exportierte
- Christine Hatzky: Kuba in Afrika (Duisburg University)
- The National Security Archive: Secret Cuban Documents on Africa Involvement
- THE NATIONAL UNION FOR THE TOTAL INDEPENDENCE OF ANGOLAmUNITA STANDING COMMITTEE OF THE POLITICAL COMMISSION 1999 - Year of Generalised Popular Resistance COMMUNIQUE NO. 38/CPP/99